# Chelidorhynx hypoxantha
Il coda a ventaglio ventregiallo (Chelidorhynx hypoxantha (Blyth, 1843)) è un uccello della famiglia Stenostiridae, diffuso nel subcontinente indiano. È l'unica specie del genere Chelidorhynx.

## Distribuzione e habitat
La specie è presente in Pakistan, India, Bhutan, Nepal, Bangladesh, Birmania, Cina, Laos, Thailandia e Vietnam.

## Tassonomia
Sino al recente passato questa specie era collocata nella famiglia Rhipiduridae come Rhipidura hypoxantha; recenti studi basati sull'analisi del DNA hanno mostrato una stretta affinità con le altre specie della famiglia Stenostiridae.